# Distrito de Brisgovia-Alta Selva Negra
El distrito de Brisgovia-Alta Selva Negra (en alemán: Landkreis Breisgau-Hochschwarzwald) es uno de los distritos (Kreise) del estado de Baden-Wurtemberg.
El distrito está compuesto por 50 ciudades y municipios y forma parte de la región Südlicher Oberrhein y de la región de Friburgo.
Limita al norte con el distrito de Emmendingen, al este con el distrito de Selva Negra-Baar, al sureste con el distrito de Waldshut y al suroeste con el distrito de Lörrach. El Rin separa el distrito de la región de Alsacia (Francia) y en particular del departamento francés de Haut-Rhin.
La sede administrativa del distrito es Friburgo de Brisgovia, que aunque se sitúa en el centro del distrito no forma parte de él. Otras ciudades importantes son Müllheim y Titisee-Neustadt.

## Historia
El distrito fue creado en 1973 por fusión de los antiguos distritos de Friburgo y Müllheim-Alta Selva Negra.

## Política
Políticamente, la mayoría del parlamento del distrito (Kreistag) es tradicionalmente cristiano demócrata conservador, con niveles más altos de votos conservadores cuanto más nos alejamos de la capital Friburgo (que tiene una mayoría socialdemócrata y verde).

## Escudo
| La mitad izquierda del escudo de armas muestra los colores de Austria, y la derecha los colores de Baden, ya que entre los dos países se repartían gran parte del distrito. En el medio muestra un águila, tomada del escudo de armas de los Príncipes de Fürstenberg. El escudo de armas fue concedido en 1974, y es muy similar al escudo de armas del anterior distrito de Friburgo. |

## Ciudades y municipios
| Ciudades | | |
| --- | --- | --- |
| 1. Bad Krozingen 2. Breisach 3. Heitersheim 4. Löffingen 5. Müllheim 6. Neuenburg 7. Staufen 8. Sulzburg 9. Titisee-Neustadt 10. Vogtsburg | 1. Breitnau 2. Buchenbach 3. Buggingen 4. Ebringen 5. Ehrenkirchen 6. Eichstetten 7. Eisenbach 8. Eschbach 9. Feldberg 10. Friedenweiler 11. Glottertal 12. Gottenheim 13. Gundelfingen 14. Hartheim 15. Heuweiler 16. Hinterzarten 17. Horben 18. Ihringen 19. Kirchzarten | 1. Lenzkirch 2. March 3. Merdingen 4. Merzhausen 5. Münstertal 6. Oberried 7. Pfaffenweiler 8. Schallstadt 9. Schluchsee 10. Sölden 11. St. Märgen 12. St. Peter 13. Stegen 14. Umkirch 15. Wittnau |
| Municipios | 1. Breitnau 2. Buchenbach 3. Buggingen 4. Ebringen 5. Ehrenkirchen 6. Eichstetten 7. Eisenbach 8. Eschbach 9. Feldberg 10. Friedenweiler 11. Glottertal 12. Gottenheim 13. Gundelfingen 14. Hartheim 15. Heuweiler 16. Hinterzarten 17. Horben 18. Ihringen 19. Kirchzarten | 1. Lenzkirch 2. March 3. Merdingen 4. Merzhausen 5. Münstertal 6. Oberried 7. Pfaffenweiler 8. Schallstadt 9. Schluchsee 10. Sölden 11. St. Märgen 12. St. Peter 13. Stegen 14. Umkirch 15. Wittnau |
| 1. Au 2. Auggen 3. Badenweiler 4. Ballrechten-Dottingen 5. Bötzingen 6. Bollschweil                                                        | 1. Breitnau 2. Buchenbach 3. Buggingen 4. Ebringen 5. Ehrenkirchen 6. Eichstetten 7. Eisenbach 8. Eschbach 9. Feldberg 10. Friedenweiler 11. Glottertal 12. Gottenheim 13. Gundelfingen 14. Hartheim 15. Heuweiler 16. Hinterzarten 17. Horben 18. Ihringen 19. Kirchzarten | 1. Lenzkirch 2. March 3. Merdingen 4. Merzhausen 5. Münstertal 6. Oberried 7. Pfaffenweiler 8. Schallstadt 9. Schluchsee 10. Sölden 11. St. Märgen 12. St. Peter 13. Stegen 14. Umkirch 15. Wittnau |